# Santo Cristo de Mulchén
El Santo Cristo de Mulchén es una imagen religiosa de culto católico que representa a Cristo crucificado ubicado en la comuna chilena de Mulchén, en la Región del Biobío, al sur del país. La escultura, emplazada en la entrada norte del principal acceso al área urbana comunal, a escasos metros de la ribera del río Bureo, se encuentra techada para protegerla de las inclemencias del clima de la zona, en especial durante la época de lluvias del otoño-invierno. Es considerado como uno de los íconos de la comuna.

## Historia
Según los registros históricos, esta imagen fue traída directamente desde Francia en 1920, como una donación hecha por la familia Morandé-Campino (los mismos dueños del Palacio Morandé Campino en Santiago), quienes poseían un predio de uso agropecuario en la comuna. El mito popular dice que la imagen llegó a Mulchén producto de una manda que Sara Campino, esposa de Enrique Morandé Vicuña, «pagó» a Jesucristo, debido a una milagrosa recuperación de una grave enfermedad que padecía ella. Ella misma hizo un sendero entre la puerta de su casa y el Cristo, el cual recorría a pie todos los días para ir a rezar frente a la imagen en agradecimiento. En un comienzo, dicha imagen se encontraba protegida por una pequeña gruta, siendo esta ampliada por una más grande, debido a la mayor concurrencia de feligreses católicos que llegaban hasta el recinto.
En septiembre de 2007, la imagen, en un acto de profanación, fue sacada por desconocidos desde la cruz y la rompieron, abandonándola en el mismo sitio.
En 2014, obras municipales permitieron hacer un embellecimiento del lugar, mejorando los accesos con ramplas para discapacitados, aumentando la iluminación y construyendo una plaza con bancas para el descanso de sus visitantes, rebautizándolo como «Paseo Santo Cristo».
}
15 de octubre de 2022